# Championnat de Russie de bandy
Le championnat de Russie de bandy a été créé en 1992 et fait suite au Championnat d'URSS de bandy.

## Palmarès
- 1992 – Zorki Krasnogorsk (en)
- 1993 – Zorki Krasnogorsk
- 1994 – SKA Sverdlovsk
- 1995 – Sibselmash Novossibirsk (en)
- 1996 – Vodnik Arkhangelsk (en)
- 1997 – Vodnik Arkhangelsk
- 1998 – Vodnik Arkhangelsk
- 1999 – Vodnik Arkhangelsk
- 2000 – Vodnik Arkhangelsk
- 2001 – Ienisseï Krasnoïarsk (en)
- 2002 – Vodnik Arkhangelsk
- 2004 – Vodnik Arkhangelsk
- 2005 – Vodnik Arkhangelsk
- 2006 – Dinamo Moscou (en)
- 2007 – Dinamo Moscou
- 2008 – Dinamo Moscou
- 2009 – Dinamo Moscou
- 2010 – Dinamo Moscou
- 2011 – Dinamo Kazan (en)
- 2012 – Dinamo Moscou
- 2013 – Dinamo Moscou
- 2014 – Ienisseï Krasnoïarsk
- 2015 – Ienisseï Krasnoïarsk
- 2016 – Ienisseï Krasnoïarsk
- 2017 – SKA-Neftianik Khabarovsk (en)
- 2018 – SKA-Neftianik Khabarovsk
- 2019 – SKA-Neftianik Khabarovsk
- 2020 – Dinamo Moscou et SKA-Neftianik Khabarovsk
- 2021 – Ienisseï Krasnoïarsk
- 2022 – Dinamo Moscou
- 2023 – SKA-Neftianik Khabarovsk